# ENTJ
ENTJ (ang. Extraversion, Intuition, Thinking, Judgment – Ekstrawersja, Intuicja, Myślenie, Osądzanie) – jeden z szesnastu typów osobowości MBTI (oraz innych jungowskich testów osobowości). Klasyfikacja MBTI została rozwinięta z prac psychiatry Carla G. Junga.
ENTJ są bardzo rzadkie w porównaniu z innymi typami – stanowią około 1–3% testowanych mężczyzn oraz około 1–2% testowanych kobiet.

## Charakterystyka typu
Ludzie o tym typie osobowości są nazywani „urodzonymi przywódcami”, ze względu na ich motywację i ostrość działania. Są asertywni, odważni i lubią wyzwania. Skupiają się na znalezieniu najlepszego sposobu na osiągnięcie celu. Uważają, że poświęcenie odpowiedniej ilości czasu, przy odpowiednich środkach wystarcza, aby osiągnąć każdy cel.
Ze względu na ich umiejętności odnajdywania talentów w ludziach, często zajmują się biznesem, bądź innymi pracami wymagającymi logicznego i analitycznego myślenia, oraz zarządzania ludźmi. Są zdystansowani od swoich emocji, przez co mogą być odbierani za nieczułych i aroganckich.

## Procesy poznawcze
W teorii Junga istnieją dwa typy postawy psychicznej: introwertyczna (i) oraz ekstrawertyczna (e) i cztery podstawowe funkcje psychiczne:
- percepcja (perception)
- intuicja (intuition)
- myślenie (thinking)
- osądzanie (judging)

Funkcje te występują w formie dwóch przeciwieństw: percepcja i intuicja, oraz uczucie i myślenie. Według wskaźnika MBTI w człowieku dominuje jedna funkcja (funkcja podstawowa), druga pozostaje stłumiona. Łącząc typ psychologiczny osoby z funkcjami (podstawową i dodatkową), można uzyskać pełny opis osobowości. Ta hierarchia reprezentuje wzorzec zachowania człowieka (jego procesy poznawcze). Procesy poznawcze dla ENTJ są następujące:

### Dominujący: Ekstrawertyczne myślenie (Te)
Te jest najbardziej rozwiniętą funkcją u ENTJ. Ekstrawertyczne myślenie pomaga zorganizować swoje otoczenie przez tworzenie planów i harmonogramów. Pomaga rozwinąć umiejętności organizacyjne oraz rozumienie cudzego porządku i logiki. Ludzie z osobowością ENTJ potrafią uporządkować i pokierować swoje otoczenie do specyficznych potrzeb danej pracy.

### Pomocniczy: Introwertyczna intuicja (Ni)
Ni charakteryzuje się specyficznym pojmowaniem czasu, i dzięki temu umiejętnością dobrego planowania, oraz przewidzenia czasu potrzebnego na zrobienie czegoś. ENTJ polega na swojej intuicji, nie boi się zaryzykować, w myślach jest stale zwrócony ku przyszłości. Analizuje przeszłość próbując wyciągnąć z niej znaczące wnioski.

### Trzeciorzędny: Ekstrawertyczna zmysłowość (Se)
Se skupia się na odczuwaniu fizycznego świata. ENTJ ma wysoką samoświadomość, co pozwala na skuteczne działanie podczas nieoczekiwanych i stresujących sytuacji. Cecha ta sprawia, że ENTJ mają predyspozycje do bycia dobrymi liderami.

### Podrzędny: Introwertyczne odczuwanie (Fi)
Fi „filtruje” informacje pod kątem tego, co jest wartościowe i dobre, oraz w co warto wierzyć. Robi to, nadając wartość i znaczenie przeżytym sytuacjom życiowym. Pomaga to w intuicyjnej ocenie napotkanych osób, lub ocenie sytuacji. Fi jest najmniej rozwiniętą funkcją u ENTJ, lecz może dojrzewać z czasem.